# Gamba (Gabão)
Gamba é a segunda maior cidade da província de Ogooué-Maritime e a capital do departamento de Ndougou, no  Gabão. No último censo realizado em 1993 possuía 7.205 habitantes.
Gamba é um porto localizado no lago Ndogo, no oeste do país.